# San Román (Lugo)
San Román (llamada oficialmente Santa Cristina de San Román) es una parroquia y una aldea española del municipio de Lugo, en la provincia de Lugo, Galicia.

## Organización territorial
La parroquia está formada por cinco entidades de población:
- Allariz
- Illar de Amigo
- San Román
- Tedín
- Val (O Val)

## Demografía

### Parroquia
| Gráfica de evolución demográfica de San Román (parroquia) entre 2000 y 2020 |
|                                                                             |
| Datos según el nomenclátor publicado por el INE.                            |

### Aldea
| Gráfica de evolución demográfica de San Román (aldea) entre 2000 y 2020 |
|                                                                         |
| Datos según el nomenclátor publicado por el INE.                        |